# Алтинбастау
Алтинбаста́у (каз. Алтынбастау) — село у складі Толебійського району Туркестанської області Казахстану. Входить до складу Коксаєцького сільського округу.
До 1992 року село називалось Опит.
Населення — 190 осіб (2021; 282 у 2009, 218 у 1999, 149 у 1989).